# Sestiere
Et sestiere (flertal: sestieri) er en underinddeling af visse italienske byer. Ordet er fra italiensk: sesto eller "en sjettedel", og anvendes således kun i byer opdelt i seks distrikter. Det bedst kendte eksempel er sestieri i Venedig, men for eksempel Ascoli Piceno, Genova, Milano og Rapallo var også opdelt i sestieri. Det middelalderlige Herredømme Negroponte, på øen Euboea, var også til tider opdelt i seks distrikter, hver med en særskilt leder, gennem voldgiften i Venedig, der blev kendt som sestieri. Øen Kreta, en Venetiansk koloni ("Kongeriget Candia") fra det Fjerde Korstog, blev også opdelt i seks dele, der er opkaldt efter sestieri i Venedig selv, mens hovedstaden Candia bevarede status af en comune af Venedig. Øen Burano nord for Venedig er også opdelt i sestieri.